# قائم آل محمد
قائم آل محمد هو لقب يستخدمه الشيعة الإثنا عشرية للإشارة ب محمد بن الحسن المهدي ويستخدمه البهائيون لعلي محمد رضا الشيرازي أو الباب.

## معنی الکلمة
القائم في اللغة اسم فاعل من فعل قامَ يقوم قوماً وقومته قياماً، فإذا قام شخص بالأمر تولاه، وإذا قام على الأمر راقبه وأدامه وثبته.

## دلیل تسمية المهدی بالقائم فی الروایات
- حسب ما جاء في بعض الرويات يسمي المهدي بالقائم لانه يقوم بالحق الذي لا يخالطه باطل، روى الشيخ المفيد في كتابه الإرشاد عن محمد بن عجلان:[2]

| قائم آل محمد | قال: أبي عبد الله : إذا قام القائم دعا الناس إلى الإسلام جديداً، وهداهم إلى أمر قد دثر، فضلّ عنه الجمهور، وإنما سمي القائم مهدياً لأنه يهدي إلى أمر قد ضلّوا عنه، وسمي القائم لقيامه بالحق. | قائم آل محمد |

- وهناك رواية أخرى تذكر سبباً آخر لإسمه القائم، إنَّ طول غيبة المهدي يضعف ذكره عند الناس، بحيث قد يموت ذكره، وحتى يشكك المشككين فيه، فعندما يظهر المهدي كأنَّما أُحيي وقام من جديد. ينقل الشيخ الصدوق في كتابه كمال الدين وتمام النعمة رواية عن الصقر ابن دلف في سؤاله لمحمد الجواد عن المهدي وسبب تسميته بالقائم:[3]

| قائم آل محمد | "فقلت له:يا بن رسول الله ولم سُمِّيَ القائم؟ قال:لأنَّه يقوم بعد موت ذكره، وارتداد أكثر القائلين بإمامته". | قائم آل محمد |

- وفي رواية أخرى يذكر سبباً ثالثاً حيث يذكر دليل تسميته بالقائم لأنّه يقوم بأخذ ثأر الحسين بن علي وينتقم من الظالمين. ذكرها الشيخ الصدوق وهي رواية عن الثمالي، قال:

| قائم آل محمد | "سألت الإمام الباقر :يا بن رسول الله ألستم كلُّكم قائمين بالحقِّ قال:بلى، قلت: فَلِمَ سُمِّيَ القائم قائماً؟ قال: لمَّا قتل جدِّي الحسين ضجَّت الملائكة إلى الله عزَّ وجلَّ بالبكاء والنحيب، وقالوا:إلهنا وسيِّدنا أتغفل عمَّن قتل صفوتك وابن صفوتك، وخيرتك من خلقك، فأوحى الله عزَّ وجلَّ إليهم قرُّوا ملائكتي فوعزَّتي وجلالي لأنتقمنَّ منهم ولو بعد حين ثمَّ كشف الله عزَّ وجلَّ عن الأئمة من ولد الحسين للملائكة فَسُرَّتِ الملائكة بذلك فإذا أحدهم قائم يصلِّي فقال الله عزَّ وجلَّ: بذلك القائم أنتقم منهم". | قائم آل محمد |

## القيام عند ذكر لفظ القائم
إن من بين السنن الموجوده عند الشيعة هو القيام عند ذكر لقب «القائم». ويتميز ذلك بأن من يذكره يحظى بالعناية والرعاية من جهة الإمام فالقيام هو نوع من اظهار الادب والاحترام. سئل الصادق عن سبب القيام عند ذكر لفظ القائم قال: 
| قائم آل محمد | " لأنّ له غيبة طولانية، ومن شدّة الرأفة إلى أحبّته، ينظر إلى كلّ من يذكره بهذا اللقب المشعر بدولته، ومن تعظيمه أن يقوم العبد الخاضع عند نظر المولى الجليل إليه بعينه الشريفة، فليقم وليطلب من الله جلّ ذكره تعجيل فرجه". | قائم آل محمد |

ويعتقد الشيعة بأن الوقوف عند ذكر المهدي هو عمل مستحب. حيث كان ذلك من سيرة أئمة الشيعة.وقد وردت روايات وأحاديث تنصّ بأنّ الأئمّة قد حثّوا على هذا الأمر.
هناك رواية تقول ذكر اسم القائم في مجلس كان فيه علي الرضا. فقام من مكانه ووضع يده اليمنى على رأسه فقال:
| قائم آل محمد | اللهم عجل فرجه وسهل مخرجه وانصرنا به نصرا عزيزا.» | قائم آل محمد |